# 1975-ös Eurovíziós Dalfesztivál
Az 1975-ös Eurovíziós Dalfesztivál volt a huszadik Eurovíziós Dalfesztivál, melynek Svédország fővárosa, Stockholm adott otthont. A helyszín a stockholmi Stockholmsmässan volt.

## A résztvevők
Ismét csatlakozott a mezőnyhöz egy év kihagyás után Franciaország és két év után Málta.
Törökország ebben az évben vett részt először a versenyen, emiatt a vele konfliktusban álló Görögország visszalépett. Ennek ellenére rekordnak számító tizenkilenc dal versenyzett.
Az 1973-as svéd dal háttérénekesei, a The Dolls ezúttal a házigazda svéd mellett a belga, a portugál és a svájci dal előadásában is közreműködtek háttérénekesként. A norvég Ellen Nikolaysen 1973-ban és 1974-ben a Bendik Singers tagjaként, ezúttal pedig szólóénekesként versenyzett, így ez számára sorozatban a harmadik szereplés volt. Korábban Lys Assia, Corry Brokken és Udo Jürgens tett ugyanígy, majd később a San Marinó-i Valentina Monetta.

## A verseny
A portugál és a jugoszláv énekesek a zsűrik által követett főpróbán angol nyelven adták elő a dalukat, ám a verseny napján saját nyelvükön. A belga és a nyugatnémet indulók pedig kevert változatot adtak elő: a hivatalos nyelvű változatba angol részeket illesztettek. Néhány ország pedig – főleg a skandinávok – teljes egészében angolul énekeltek.

## A szavazás
Ebben az évben új szavazási rendszert dolgoztak ki, amely azóta is érvényben van. Mindegyik ország a kedvenc 10 dalára szavazott, melyek 1, 2, 3, 4, 5, 6, 7, 8, 10 és 12 pontot kaptak. Viszont a szóvivők a fellépési sorrendben osztották ki a pontokat. Ennek hibájára hamar rájöttek, mivel a szavazás unalmassá vált, mikor - a verseny történetében először - a fellépési sorrendben első dal győzött, majd 1976-ban ez megismétlődött. Az 1980-as Eurovíziós Dalfesztiváltól fogva a szóvivők már növekvő sorrendben osztották ki a pontokat, és így alakult ki a ma is használt szavazási rendszer.
A szavazás a fellépési sorrendnek megfelelően zajlott: Hollandia volt az első szavazó, míg Olaszország az utolsó. A szavazás során három dal váltotta egymást az élen. Az első három zsűri pontjai után a verseny történetének első "12 pontját" begyűjtő Luxemburg volt az első helyen, majd az Egyesült Királyság vette át a vezetést. A holland dal a brit zsűritől kapott tizenkét pontnak köszönhetően állt az élre először. A briteknek ezután egyszer még sikerült visszavenniük a vezetést, míg az izraeli zsűri pontjai után holtversenyben álltak az élen. Ezt követően azonban a hollandok már végig meg tudták őrizni előnyüket. A győztes dal hat zsűritől – norvég, brit, máltai, izraeli, spanyol, svéd – gyűjtötte be a maximális tizenkettő pontot. A legkevesebb, egy pontot, az olasz zsűri adta.
Hollandia negyedszer diadalmaskodott. A Teach-In nevű együttes Ding-A-Dong című dala ma már popzenei örökzöldnek számít. Ez volt az első dal az 1959-es, szintén holland győztes óta, amely mindegyik zsűritől kapott pontot. (Nem számítva természetesen az 1971-1973 közötti dalokat, amikor a szavazási rendszer miatt mindegyik zsűri mindegyik dalnak adott pontot.)
Az Egyesült Királyság kilencedik alkalommal végzett a második helyen.

## Térkép

Részt vevő országok
Országok, melyek korábban részt vettek, de ebben az évben nem

## Eredmények
| #  | Ország             | Nyelv          | Előadó              | Dal                            | Magyar fordítás                 | Helyezés | Pontszám |
| -- | ------------------ | -------------- | ------------------- | ------------------------------ | ------------------------------- | -------- | -------- |
| 01 | Hollandia          | angol          | Teach-In            | Ding-A-Dong                    | Ding-Dong                       | 1.       | 152      |
| 02 | Írország           | angol          | The Swarbriggs      | That’s What Friends Are For    | Erre valók a barátok            | 9.       | 68       |
| 03 | Franciaország      | francia        | Nicole Rieu         | Et bonjour à toi l’artiste     | Jó napot neked, művész          | 4.       | 91       |
| 04 | Németország        | német, angol   | Joy Fleming         | Ein Lied kann eine Brücke sein | Híd lehet egy dal               | 17.      | 15       |
| 05 | Luxemburg          | francia        | Géraldine           | Toi                            | Te                              | 5.       | 84       |
| 06 | Norvégia           | angol          | Ellen Nikolaysen    | Touch My Life (With Summer)    | Nyárral érintsd meg az életemet | 18.      | 11       |
| 07 | Svájc              | német          | Simone Drexel       | Mikado                         | Mikádó                          | 6.       | 77       |
| 08 | Jugoszlávia        | szlovén        | Pepel in kri        | Dan ljubezni                   | A szerelem napja                | 13.      | 22       |
| 09 | Egyesült Királyság | angol          | The Shadows         | Let Me Be the One              | Engedd, hogy én legyek az       | 2.       | 138      |
| 10 | Málta              | angol          | Renato              | Singing This Song              | Énekelni e dalt                 | 12.      | 32       |
| 11 | Belgium            | holland, angol | Ann Christy         | Gelukkig zijn                  | Boldognak lenni                 | 15.      | 17       |
| 12 | Izrael             | héber          | Slomo Artzi         | At va’ani                      | Te és én                        | 11.      | 40       |
| 13 | Törökország        | török          | Semiha Yankı        | Seninle bir dakika             | Egy perc veled                  | 19.      | 3        |
| 14 | Monaco             | francia        | Sophie              | Une chanson c’est une lettre   | Egy dal egy levél               | 13.      | 22       |
| 15 | Finnország         | angol          | Pihasoittajat       | Old Man Fiddle                 | Öregember hegedűje              | 7.       | 74       |
| 16 | Portugália         | portugál       | Duarte Mendes       | Madrugada                      | Hajnal                          | 16.      | 16       |
| 17 | Spanyolország      | spanyol        | Sergio és Estíbaliz | Tú volverás                    | Visszatérsz                     | 10.      | 53       |
| 18 | Svédország         | angol          | Lasse Berghagen     | Jennie, Jennie                 | —                               | 8.       | 72       |
| 19 | Olaszország        | olasz          | Wess és Dori Ghezzi | Era                            | Ez volt                         | 3.       | 115      |

## Ponttáblázat
|                    | Zsűrik    | Zsűrik   | Zsűrik        | Zsűrik      | Zsűrik    | Zsűrik   | Zsűrik | Zsűrik      | Zsűrik             | Zsűrik | Zsűrik  | Zsűrik | Zsűrik      | Zsűrik | Zsűrik     | Zsűrik     | Zsűrik        | Zsűrik     | Zsűrik      | Zsűrik |
| Össz               | Hollandia | Írország | Franciaország | Németország | Luxemburg | Norvégia | Svájc  | Jugoszlávia | Egyesült Királyság | Málta  | Belgium | Izrael | Törökország | Monaco | Finnország | Portugália | Spanyolország | Svédország | Olaszország |        |
| ------------------ | --------- | -------- | ------------- | ----------- | --------- | -------- | ------ | ----------- | ------------------ | ------ | ------- | ------ | ----------- | ------ | ---------- | ---------- | ------------- | ---------- | ----------- | ------ |
| Hollandia          | 152       |          | 8             | 5           | 8         | 10       | 12     | 6           | 8                  | 12     | 12      | 3      | 12          | 4      | 10         | 10         | 7             | 12         | 12          | 1      |
| Írország           | 68        | 6        |               | 6           |           |          | 4      | 7           | 1                  | 6      | 4       | 12     |             |        |            | 1          | 4             | 3          | 10          | 4      |
| Franciaország      | 91        | 8        | 12            |             |           |          |        | 3           |                    | 8      | 7       | 2      | 7           | 1      | 7          |            | 12            | 8          | 8           | 8      |
| Németország        | 15        |          |               |             |           | 8        |        |             |                    |        | 3       |        |             |        |            |            |               | 4          |             |        |
| Luxemburg          | 84        | 12       | 10            | 3           |           |          |        |             | 7                  | 3      | 5       |        | 6           | 5      |            | 5          | 8             | 6          | 4           | 10     |
| Norvégia           | 11        | 2        |               |             |           |          |        |             |                    |        |         |        |             |        | 2          |            |               |            |             | 7      |
| Svájc              | 77        | 7        | 2             | 10          | 6         | 2        | 1      |             |                    | 5      | 6       | 8      |             | 7      | 5          | 4          | 2             |            |             | 12     |
| Jugoszlávia        | 22        | 3        | 4             |             | 2         |          |        |             |                    |        |         | 5      |             |        |            |            | 1             |            | 7           |        |
| Egyesült Királyság | 138       | 4        | 3             | 12          | 10        | 12       | 7      | 8           | 12                 |        | 8       | 10     | 10          |        | 12         | 7          | 5             | 10         | 5           | 3      |
| Málta              | 32        | 1        |               | 8           |           | 5        | 2      | 4           | 2                  |        |         | 7      | 1           | 2      |            |            |               |            |             |        |
| Belgium            | 17        | 5        |               |             | 7         |          |        |             | 3                  |        |         |        |             |        |            |            |               |            | 2           |        |
| Izrael             | 40        | 10       | 1             | 1           | 1         | 1        | 5      | 2           |                    | 1      |         | 1      |             | 6      |            | 3          |               |            | 6           | 2      |
| Törökország        | 3         |          |               |             |           |          |        |             |                    |        |         |        |             |        | 3          |            |               |            |             |        |
| Monaco             | 22        |          |               |             | 3         | 4        |        |             |                    | 2      | 1       |        | 2           |        |            | 2          | 3             |            |             | 5      |
| Finnország         | 74        |          | 5             |             | 12        | 6        | 10     | 12          | 5                  | 4      |         |        | 8           |        | 8          |            |               | 1          | 3           |        |
| Portugália         | 16        |          |               | 2           |           |          |        |             |                    |        |         |        |             | 12     |            |            |               | 2          |             |        |
| Spanyolország      | 53        |          | 7             |             | 5         |          | 3      | 5           | 4                  |        |         | 4      | 4           | 3      | 4          | 8          |               |            |             | 6      |
| Svédország         | 72        |          |               | 7           |           | 7        | 8      | 1           | 6                  | 7      | 2       |        | 3           | 8      | 6          | 6          | 6             | 5          |             |        |
| Olaszország        | 115       |          | 6             | 4           | 4         | 3        | 6      | 10          | 10                 | 10     | 10      | 6      | 5           | 10     | 1          | 12         | 10            | 7          | 1           |        |

## Visszatérő előadók
| Előadó           | Ország   | Előző év(ek)                                                     |
| ---------------- | -------- | ---------------------------------------------------------------- |
| Ellen Nikolaysen | Norvégia | 1973 (Bendik Singers tagjaként), 1974 (Bendik Singers tagjaként) |